# Нелл Трумен
Нелл Трумен (англ. Nell Truman; 12 грудня 1945 — 12 квітня 2012) — колишня британська тенісистка.
Найвищим досягненням на турнірах Великого шолома був фінал в парному розряді.
Завершила кар'єру 1972 року.

## Фінали турнірів Великого шолома

### Парний розряд (1 поразка)
| Результат | Рік  | Турнір                               | Покриття | Партнерка | Суперниці                   | Рахунок  |
| --------- | ---- | ------------------------------------ | -------- | --------- | --------------------------- | -------- |
| Поразка   | 1972 | Відкритий чемпіонат Франції з тенісу | Ґрунт    | Вінні Шоу | Біллі Джин Кінг Бетті Стеве | 1–6, 2–6 |